# Parnarama (kommun)
Parnarama är en kommun i Brasilien.   Den ligger i delstaten Maranhão, i den östra delen av landet, 1 200 km norr om huvudstaden Brasília. Antalet invånare är 34 613.
Följande samhällen finns i Parnarama:
- Estreito
- Parnarama

I omgivningarna runt Parnarama växer huvudsakligen savannskog. Runt Parnarama är det mycket glesbefolkat, med 6 invånare per kvadratkilometer.